# Ethylcinnamaat
Ethylcinnamaat is de ester van kaneelzuur en ethanol. Het is een kleurloze olieachtige vloeistof met een karakteristieke geur, die omschreven wordt als zoet, fruitig, balsemachtig en een weinig kaneelachtig. Rond de dubbele binding vertoont de molecule cis-trans-isomerie: er bestaat dus zowel een E- als een Z-stereo-isomeer van. Het E-isomeer is echter veruit het belangrijkste.

## Synthese
Ethylcinnamaat kan worden bereid door de verestering van ethanol en kaneelzuur, in aanwezigheid van zoutzuur of zwavelzuur als katalysator. Een andere mogelijkheid is de condensatie van benzaldehyde met ethylacetaat, in aanwezigheid van natrium.

## Voorkomen
Ethylcinnamaat is een bestanddeel van de etherische olie van sommige planten, onder meer Kaempferia galanga (een plant uit Maleisië) en banana passa. Dit is gedroogde dwergbanaan (Musa cavendishii). Ethylcinnamaat is ook aangetroffen in wijndruivensap.

## Toepassingen
Ethylcinnamaat wordt gebruikt als aromastof in voedingsmiddelen en als aromastof of UV-absorber in cosmetica.